# Station Siedlec Trzebnicki
Station Siedlec Trzebnicki is een spoorwegstation in de Poolse plaats Siedlec.